# Frank Wells
Franklin G. Wells (Coronado, 4 de marzo de 1932-Lamoille, 3 de abril de 1994) fue un empresario estadounidense. Se desempeñó como presidente de The Walt Disney Company desde 1984 hasta su muerte en 1994.

## Biografía
Wells nació en Coronado, California y su ascendencia se remonta al barco Mayflower. Asistió a Pomona College, que dejó como Phi Beta Kappa en 1953. Wells recibió una beca Rhodes, a través de la cual obtuvo una licenciatura en la Universidad de Oxford. Entró en el ejército durante dos años como primer teniente de infantería y luego se graduó en la Facultad de Derecho de Stanford y se convirtió en abogado.
Antes de llegar a Disney, Wells había trabajado para Warner Bros. como vicepresidente de la costa oeste en 1969, luego en 1973 como presidente y en 1977 como vicepresidente, dejando la empresa en 1982.
Los directores de Disney Roy E. Disney, Stanley Gold y Sid Bass habían sacado forzosamente al presidente y director ejecutivo Ron W. Miller en 1984. Posteriormente la junta de Disney reclutó a Wells para que se convirtiera en presidente y director de operaciones de Disney (1984-1994), junto con Michael Eisner como CEO y director ejecutivo y Jeffrey Katzenberg como director de Walt Disney Studios. Wells era único entre la troika de gestión porque tenía el mayor rendimiento académico. Aunque era el ejecutivo número dos de Disney, Wells reportaba directamente a la junta directiva y no a Eisner.

## Siete Cumbres
Wells era un ávido alpinista y estuvo cerca de lograr su objetivo de escalar las Siete Cumbres, las montañas más altas de cada uno de los siete continentes:
- Kilimanjaro en África
- Denali (Monte McKinley) en América del Norte
- Aconcagua en América del Sur
- Elbrús en Europa
- Monte Everest en Asia
- Monte Kosciuszko en Australia
- Vinson en la Antártida

Sólo el Everest se le resistió, ya que el mal tiempo había obligado a su grupo a descender cuando estaba a sólo 3000 pies de la cima. Su socio en el intento de las Siete Cumbres, Dick Bass, un empresario que desarrolló la estación de esquí Snowbird en Utah, más tarde logró alcanzar las siete cumbres, siendo el primer hombre en hacerlo. En la atracción Matterhorn Bobsleds en Disneyland, el amor de Wells por el montañismo se honra con un equipo de exploración adornado con las palabras "Wells Expedition", que se puede ver durante el descenso de la atracción, así como en una ventana en Main Street USA en su honor.

## Muerte
Wells falleció en un accidente en helicóptero durante la Semana Santa de 1994, mientras regresaba de un viaje de  heliesquí en las Montañas Ruby en el estado de Nevada. El piloto Dave Walton y la escaladora Beverly Johnson también murieron en el accidente. Wells era un buen amigo de Clint Eastwood, quien había estado esquiando con Wells ese fin de semana. Eastwood partió en su propio helicóptero una hora antes de que Wells tomara su viaje. Debido al mal tiempo en la zona, el helicóptero Bell 206 alquilado que transportaba a Wells había aterrizado en un lugar remoto unas dos horas y media antes del accidente. Mientras se esperaba que mejoraran las condiciones meteorológicas, cayó nieve sobre el helicóptero. Durante el despegue y ascenso posteriores, el motor perdió potencia y el avión se estrelló en una pendiente de 30 grados, seguido de un vuelco, durante un intento de aterrizaje de emergencia. La Junta Nacional de Seguridad en el Transporte determinó que la causa probable del accidente fue "la ingestión de material extraño (nieve) en el motor, lo que provocó un incendio (pérdida de potencia del motor)". De las cinco personas a bordo, cuatro murieron. El único superviviente fue Mike Hoover.
Wells fue enterrado en el cementerio Forest Law de Hollywood Hills. En el funeral, Eastwood cantó «Hey Jude» de The Beatles a modo de homenaje, canción que a Wells le gustaba cantar en las pistas.El Rey León, que fue estrenada meses después de la muerte de Wells, incluye una dedicatoria justo antes de que aparezca el logotipo de Walt Disney Pictures (aunque la Edición Platino de 2003, la Edición Diamante de 2011 y la Edición Signature de 2017 tienen la dedicatoria al final de los créditos). El edificio que alberga los Archivos de Walt Disney en Walt Disney Studios también recibió su nombre en honor a Wells.